# Orgilus ischnus
Orgilus ischnus är en stekelart som beskrevs av Marshall 1898. Orgilus ischnus ingår i släktet Orgilus och familjen bracksteklar. Inga underarter finns listade i Catalogue of Life.